# Софиевка (Носовский район)
Софи́евка (укр. Софіївка) — село в Носовском районе Черниговской области Украины. Население 331 человек. Занимает площадь 0,211 км².
Код КОАТУУ: 7423885501. Почтовый индекс: 17150. Телефонный код: +380 4642.

## История
Указом ПВС УССР от 10.06.1946 г. село Татаровка переименовано в Софиевку.

## Власть
Орган местного самоуправления — Софиевский сельский совет. Почтовый адрес: 17150, Черниговская обл., Носовский р-н, с. Софиевка, ул. Профессора Примака, 27.